# .eg
.egは国別コードトップレベルドメイン（ccTLD）の一つで、エジプトに割り当てられている。
.egのドメイン名が欲しい個人や団体は、エジプトに代表者を置き、Domain Name Systemサーバーのホストもエジプトになければならない。

## サブドメイン
以下の9種類の第二レベルドメインがあり、第三レベルドメインはいずれかの下に置かれる。
- com.eg: 商業サイト
- edu.eg: 教育サイト
- eun.eg: エジプト大学ネットワーク
- gov.eg: 政府サイト
- mil.eg: 軍事サイト
- name.eg: 個人名サイト
- net.eg: ネットワーク
- org.eg: エジプトの組織
- sci.eg: 科学サイト